# Ambassade van Brazilië in Suriname
De ambassade van Brazilië in Suriname staat aan de Maratakastraat in Paramaribo.
Op de dag van de Surinaamse onafhankelijkheid, 25 november 1975, besloten Brazilië en Suriname om het Braziliaanse consulaat om te vormen naar een ambassade.

## Ambassadeurs
- Zie: Lijst van ambassadeurs van Brazilië in Suriname